# Гетинген
Гетинген је универзитетски град у централној Немачкој. Налази се на југоистоку савезне државе Доња Саксонија. Град има око 130.000 становника.
Гетинген је пети по величини град савезне државе Доња Саксонија. Најближи већи градови су Касел (око 38 km југозападно), Хилдесхајм (око 70 km северно) и Брауншвајг (око 92 km североисточно). Кроз град протиче Лајне.

## Историја
Први пут град се помиње 953, под именом Гутинги, у повељи коју је цар Отон I доделио манастиру Магдебург. Градска права Гетинген је стекао 1210. У средњем веку био је члан Ханзе. Од 1692. био је у саставу кнежевине Хановер. Познат је по универзитету, који је 1737. године основао енглески краљ Џорџ II, који је уједно био кнез-изборник Хановера. Професори универзитета били су највећи светски математичари, попут Карла Фридриха Гауса, Бернхарда Римана и Давида Хилберта. За време Наполеонових ратова кратко време град је био у саставу Прусије, а од 1807. до 1813. у саставу краљевине Вестфалије, да би од 1813. поново био у саставу Хановера. Након аустријско-прускога рата, тј. 1868. ушао је у састав Прусије.

## Географски и демографски подаци
Град се налази на надморској висини од 150 метара. Површина општине износи 117,3 km².

## Становништво
У самом граду је, према процјени из 2010. године, живјело 121.455 становника. Просјечна густина становништва износи 1.035 становника/km².

## Универзитет
Гетинген је чувен по своме старом Универзитету Георг Август (Georg-August-Universität), основаном 1737. Данас универзитет има око 25 000 студената и 400 професора. Студенти и професори са овог универзитета су освојили 42 Нобелове награде.

## Међународна сарадња
| Мјесто         | Држава               | Врста сарадње | Од    |
| -------------- | -------------------- | ------------- | ----- |
| Вил де Сирен   | Француска            | партнерство   | 1959. |
| Хакни          | Уједињено Краљевство | партнерство   | 1973. |
| Вроцлав        | Пољска               | контакт       | 1993. |
| Страуд         | Уједињено Краљевство | партнерство   | 1951. |
| Вејко          | САД                  | контакт       | 1992. |
| Торуњ          | Пољска               | партнерство   | 1978. |
| Хаусгезунд     | Норвешка             | контакт       | 1994. |
| Ла Паз Сентро  | Никарагва            | контакт       | 1989. |
|                | Пољска               | контакт       | 1993. |
| Челтнам        | Уједињено Краљевство | партнерство   | 1951. |
| Акмола         | Русија               | контакт       | 1993. |
| По             | Француска            | партнерство   | 1982. |
| Вест Лафајет   | САД                  | контакт       | 1992. |
| Усти над Лабом | Чешка                | контакт       | 1991. |
| Теплице        | Чешка                | контакт       | 1991. |
| Округ Фејер    | Хрватска             | контакт       | 1991. |
| Извор          |                      |               |       |